# Controller Pak

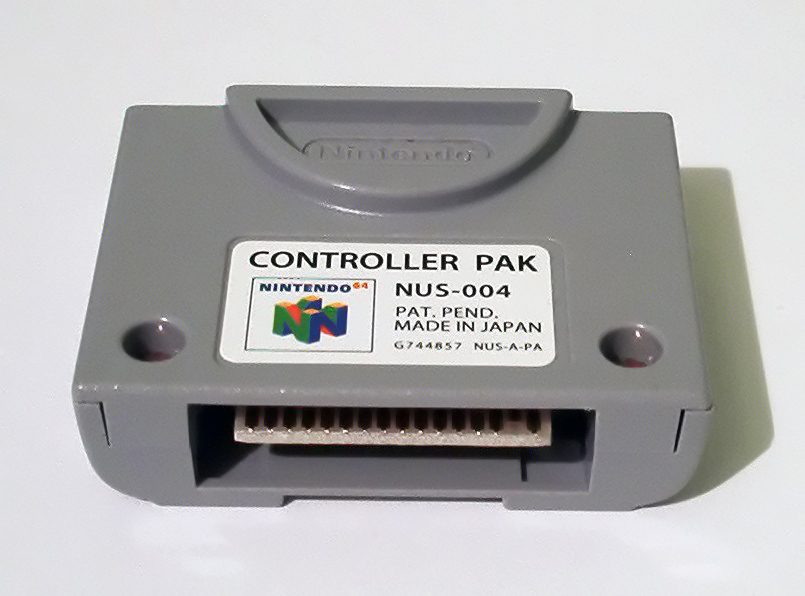
Standaard Controller Pak, achterzijde.

Het Controller Pak is een geheugenkaart voor de Nintendo 64, vergelijkbaar met die van de PlayStation en andere cd-rom gebaseerde spelcomputers.
Bij een aantal spellen is het mogelijk om spelbestanden op te slaan op het Controller Pak. Dit Pak wordt in de achterkant van de controller gestopt (vandaar de naam), net zoals later het Rumble Pak en Transfer Pak. Het Controller Pak werd op de markt gebracht als een manier om gegevens uit te wisselen met andere Nintendo 64-eigenaars, aangezien opgeslagen informatie op een spelcartridge niet overgezet kon worden naar een ander cartridge.
Een standaard Controller Pak van Nintendo bevat 256 kilobit (ofwel ongeveer 32 kilobyte) geheugen, dat opgedeeld is in 123 "pagina's". Controller Paks van andere ontwikkelaars bevatten vaak meer geheugen (en dus meer pagina's), en sommige maken daarbij gebruik van gecomprimeerd geheugen. Een aantal latere third-party Controller Paks bevatten een ingebouwde trilfunctie, waardoor de noodzaak om Controller Paks in een tweede, ongebruikte controller te stoppen verdween.
Het Controller Pak werd uiteindelijk niet veel gebruikt, omdat spelgegevens ook opgeslagen konden worden op het spelcartridge. De meeste spellen die het gebruikten waren gemaakt door third-party developers. Sommige spellen gebruikten het om optionele speldata op te slaan, die te groot was om op het spelcartridge te bewaren. Een voorbeeld hiervan is Mario Kart 64, dat 121 pagina's gebruikte om "ghost" data in op te slaan (een opname van een rit van de speler).
De Nintendo 64 heeft van zich zelf geen beheerprogramma voor het Controller Pak. De meeste Controller Pak-compatibele spellen hebben daarom een ingebouwd beheerprogramma. Door het ingedrukt houden van de "start"-knop terwijl het spel wordt gestart, wordt een managementscherm geopend, waarin gegevens van elk spel kunnen worden verwijderd.
Expansion Pak · Rumble Pak · Controller Pak · Transfer Pak